# Corculum
Corculum é um gênero de pequenos moluscos bivalves marinhos da família Cardiidae.  Este gênero costuma manter dinoflagelados do gênero Symbiodinium como simbiontes.

## Espécies
A única espécie do gênero Corculum reconhecida pelo Registro Mundial de Espécies Marinhas (WoRMS, da sigla em inglês) é
- Corculum cardissa (Linnaeus, 1758)

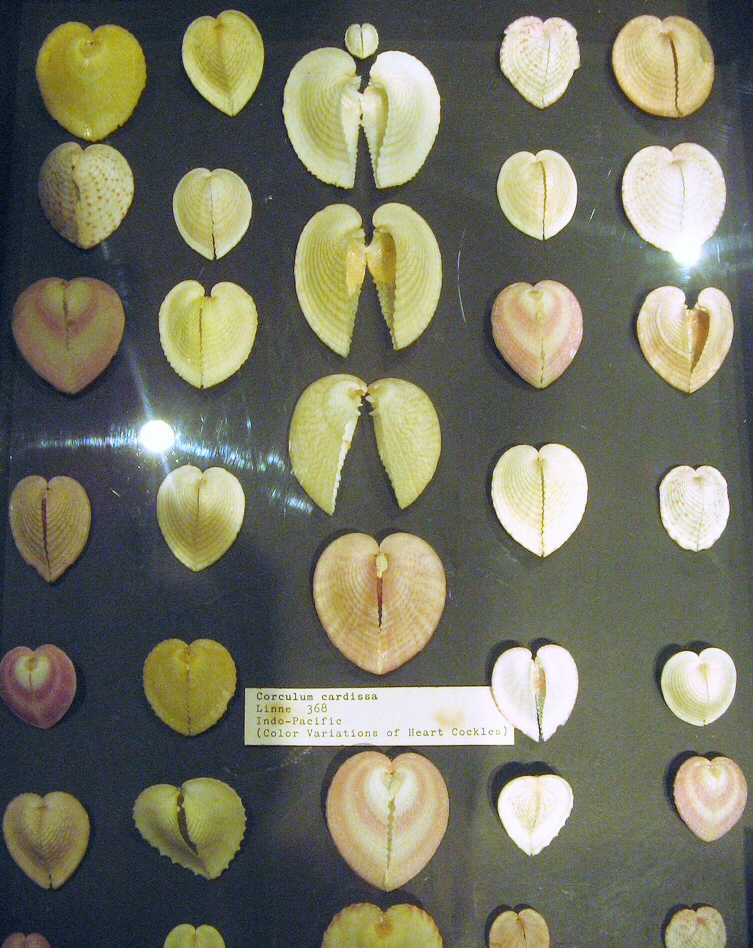
Variações de cor apresentadas por Corculum cardissa. Estas variações muitas vezes levaram à identificação errônea de espécies (espécies sinônimas).

## Espécies sinônimas
São espécies que foram anteriormente descritas como novas mas, após exames de DNA e análises fisiológicas, chegou-se à conclusão de que se tratavam de Corculum cardissa. Os nomes abaixo relacionados, portanto, não são aceitos como espécies diferentes de Corculum:
- Corculum aselae Bartsch, 1947
- Corculum dolorossum Röding, 1798
- Corculum humanum Röding, 1798
- Corculum inflatum Röding, 1798
- Corculum kirai Shikama, 1964
- Corculum levigatum Bartsch, 1947
- Corculum obesum Bartsch, 1947

## Distribuição
Este gênero encontra-se distribuído do norte do Pacífico ao Mar Sulu (sudoeste das Filipinas). Corculum cardissa pode ser encontrada nos seguintes países ou regiões: Austrália, Bahamas, Cingapura, Fiji, Filipinas, Índia, Japão, Micronésia, Palau, Papua Nova Guiné e ilhas Salomão.